# Узун Мирко Апостоловић
Узун-Мирко Апостоловић (Брајковац код Лазаревца 1782 — Београд 20. новембар 1868) био је српски војни заповедник. Апостоловић је био бимбаша у Првом и Другом српском устанку. Надимак Узун добио је због свог раста, јер „узун“ на турском значи висок. Посебно се истакао и прославио приликом ослобађања Београда 1806.

## Биографија
Рођен 1782. године у Брајковцу, који се, у то време, због сумпорних испарења на изворишту лековите воде звао Смрдљиковац. Његова породица је из Пипера прво дошла у Руднички крај, одакле се после преселила у околину Београда, да би у време аустријско-турских ратова боравила у Срему.
Отац Петар Апостоловић и деда Апостол погинули су у аустријско-турском рату 1792. борећи се у Кочиној Крајини у фрајкору против Турака. По повратку из Срема, Мирко је са мајком живео у Мислођину, одакле је прешао у Београд, где је учио терзијски занат.
Посебно се прославио у бици за Београд 29-30. новембра / 11-12. децембра 1806, када је заједно са својом четом и бимбашом Кондом, бившим турским крџалијским војним заповедником у Београду, ушао неприметно у град и са унутрашње стране отворио Сава-капију српској војсци. Теже је рањен у борби са турском стражом на капији.
Током устанка Узун Мирко Апостоловић је носио црвену доламу а на њој токе (панцир) од 24 плоче, четири горње веће и дванаест доњих мањих.
Био је рањен; на Карановцу (данашње Краљево) (1805) у главу, на Смедереву (1805) у раме, на Сава-капији (1806) ножем по десној руци, на Ужицу (1805 или 1807) у кук, на Малајници (1807) у прса, на Дрини (1810) сабљом преко бутине, на Параћину (1805) у леви лист. После пропасти Првог српског устанка лечио је своје ране у Бечу.
Учесник је Другог устанка и тукао се са Турцима на Липару, Чачку и Дубљу. Када је затражио пензију од Совјета (1842), совјетници су га упитали где су му документа, на шта им је одговорио: „Моји су документи мојих седам рана!"
Узун-Мирко који је, као и друге старешине из његовог покољења, био везан за цркву и поштовао сва правила, имао је у својој кући једну собу на горњем спрату, где се ујутро и увече молио пред иконама. Према сведочењу савременика наглас се молио, тако „да се напоље чути могло".

Умро је 1868. и сахрањен је у Београду. Његова гробница налази се данас на Новом гробљу у Београду.
За педесетогодишњицу Другог српског устанка, 21. маја 1865. кнез Михаило је Узун Мирку својом руком приденуо Таковски крст, а одликован је и црногорском Златном медаљом Обилића.

## Родослов
Узун-Мирко Апостоловић родоначелник је породице Узун-Мирковић. Његов син пешадијски пуковник Љубомир Узун-Мирковић (1832 — 1905) отац је дивизијског генерала Драгољуба Узун-Мирковића (1875 — 1941), чији син Мирослав Узун-Мирковић је 1941. био артиљеријски капетан. Генерала Узун-Мирковића брат од ујака је дивизијски генерал Драгутин Ђ. Окановић, који је 1906, као припадник најужег круга Црне руке, након оставке на војну службу, заједно са Радојем Домановићем покренуо лист Нови покрет.

## Наслеђе
Улица Узун Миркова налази се у центру Београда, на Општини Стари град. Датира још из 19. века, 1872. године. Простире се од Студентског трга до Париске улице. Ова улица спаја Студентски трг и Калемегдан и једна је од староградских улица пуних живота. Налази се у непосредној близини великог броја факултета, као и Универзитетског парка, Етнографског и Педагошког музеја. Укршта се под правим углом са Улицом краља Петра.

## Занимљивости
У филму из 1955. године Песма са Кумбаре, који говори о опсади и заузећу Београда, Узун Мирка глуми Столе Аранђеловић. На филму је Узун Мирко приказан у историјски тачној униформи са токама од 24 плоче, четири горње веће и дванаест доњих мањих, како га је на портрету приказао и Урош Кнежевић.

## Породично стабло
|  |                                    |  |  |  |  |  |  |  |  |  |  |  |  |  |  |  |
|  | Апостол (—1791)                    |  |  |  |  |  |  |  |  |  |  |  |  |  |  |  |
|  |                                    |  |  |  |  |  |  |  |  |  |  |  |  |  |  |  |
|  |                                    |  |  |  |  |  |  |  |  |  |  |  |  |  |  |  |
|  | Петар Апостолов (—1791)            |  |  |  |  |  |  |  |  |  |  |  |  |  |  |  |
|  |                                    |  |  |  |  |  |  |  |  |  |  |  |  |  |  |  |
|  |                                    |  |  |  |  |  |  |  |  |  |  |  |  |  |  |  |
|  | Узун-Мирко Апостоловић (1782—1868) |  |  |  |  |  |  |  |  |  |  |  |  |  |  |  |
|  |                                    |  |  |  |  |  |  |  |  |  |  |  |  |  |  |  |
|  |                                    |  |  |  |  |  |  |  |  |  |  |  |  |  |  |  |
|  | (—1)                               |  |  |  |  |  |  |  |  |  |  |  |  |  |  |  |
|  |                                    |  |  |  |  |  |  |  |  |  |  |  |  |  |  |  |
|  |                                    |  |  |  |  |  |  |  |  |  |  |  |  |  |  |  |